# Abbaye Saint-Vanne de Verdun
L'abbaye Saint-Vanne était une abbaye bénédictine située à Verdun, dans le département de la Meuse en région Grand Est.
Fondée en 952, l'abbaye devient sous l'abbatiat de Richard de Saint-Vanne, un foyer de la réforme monastique du XIe siècle en Lorraine. Au XVIIe siècle, le prieur Didier de La Cour est à l'initiative d'une nouvelle réforme qui mène à la création de la congrégation de Saint-Vanne et Saint-Hydulphe qui comptera jusqu'à une cinquantaine d'abbayes. Après la Révolution, l'abbaye se voit abandonnée en 1792. Au XIXe siècle, elle est partiellement détruite, et il ne subsiste que quelques vestiges dont la tour Nord.
La tour Saint-Vanne est classée aux monuments historiques depuis le 15 juin 1920.

## Histoire

### Fondation et première réforme (Xe–XVIesiècle)
La première église Saint-Pierre-Saint-Vanne a probablement été construite par saint Vanne, 8e évêque de Verdun, qui y a été certainement inhumé. L'église est nommée dans le testament du diacre Adalgisel-Grimo, en 634. Elle avait pour fonction de garder les tombes des premiers évêques car aucun évêque de Verdun n'a été inhumé dans la cathédrale avant le Xe siècle. L'évêque Hatton (†870) y a élevé les reliques de l'évêque Vanne. Son successeur, Bérard (†879) y a installé des chanoines auxquels il a confié des biens appartenant à la cathédrale. C'est l'évêque Bérenger qui a remplacé les chanoines par des moines venant de l'abbaye Saint-Clément de Metz.
L'abbaye Saint-Vanne est fondée en 952 par l'évêque Bérenger qui impose la règle bénédictine. Elle est édifiée sur le site du premier oratoire chrétien, dédié à saint Pierre et saint Paul, et construit au IVe siècle par le premier évêque de Verdun, saint Saintin. L'abbaye porte le nom de saint Vanne, huitième évêque de Verdun,,.
Richard de Saint-Vanne, ancien chanoine de la cathédrale de Reims et abbé de Saint-Vanne de 1004 à 1046, fait de l'abbaye un foyer de réforme qui touche au-delà de la Lorraine. Il restaure le temporel et le spirituel, en rétablissant une discipline, en réhabilitant un cadre institutionnel et en redressant l'économie monastique. L'abbaye est alors dotée d'un scriptorium bien équipé.
Au XIIe siècle, l'abbaye se dote d'une église romane avec deux tours occidentales. 
Au XIVe siècle, l'abbaye fait face à de graves difficultés financières comme d'autres communautés religieuses. Les derniers abbés ont dilapidé l'argent de l'abbaye, et Gérard de Vadenay, abbé de 1353 à 1381, va jusqu'à hypothéquer les titres de propriété. Le nombre de moines n'est alors plus que de cinq à six. Au XVe siècle, l'abbaye retrouve peu à peu de sa superbe.
Aux XVe et XVIe siècles, une nef gothique est accolée aux deux tours romanes.

### La réforme de Didier de La Cour (XVIe–XVIIesiècle)
À la fin du XVIe siècle, la mense de Saint-Vanne est unie à la mense épiscopale. Ainsi à partir de Nicolas Psaume, l'abbé de Saint-Vanne est l'évêque de Verdun. En 1598, l'évêque Éric de Lorraine demande aux moines d'élire un prieur régulier. Ils choisissent dom Didier de La Cour. Ce dernier cherche à réformer les abbayes des environs selon l'esprit du concile de Trente (1545-1563) mais fait face à l'opposition de plusieurs religieux. À son initiative, le 30 avril 1603, l'abbaye Saint-Vanne de Verdun s'unit à l'abbaye Saint-Hydulph de Moyenmoutier pour former une nouvelle famille monastique.
Le 7 avril 1604, le pape Clément VIII crée la congrégation de Saint-Vanne et Saint-Hydulphe, du nom des patrons des deux abbayes fondatrices. Plusieurs abbayes de Lorraine, de Franche-Comté et de France rejoignent la congrégation, qui rassemblera jusqu'à une cinquantaine de monastères. Cependant, à partir de 1618, les abbayes françaises se séparent pour former la congrégation de Saint-Maur. La réforme vanniste va également s'étendre à l'étranger, comme en Bavière, en Souabe et dans les Pays-Bas espagnols.
À partir de 1630, l'abbaye se retrouve englobée dans l'enceinte de la citadelle de Verdun.

### Abandon depuis la Révolution (depuis leXVIIIesiècle)
La Révolution de 1789 mène à la déchristianisation de la France et donc de la ville de Verdun. En août 1792, l'abbaye de Saint-Vanne est saccagée par des volontaires de Mayenne-et-Loire à la suite de la prise de Longwy par l'armée prussienne. La congrégation de Saint-Vanne et Saint-Hydulphe se voit supprimée, l'abbaye est fermée et devient une caserne laissée à l'abandon.
En 1838, faute de moyens financiers pour la restaurer, elle est en grande partie rasée sur les recommandations du génie militaire. Après le bombardement des ruines lors de la guerre de 1870, il ne reste plus que la tour Nord du XIIe siècle, des vestiges de l'ancien cloître du XIIIe siècle et le cellier des moines en sous-sol.

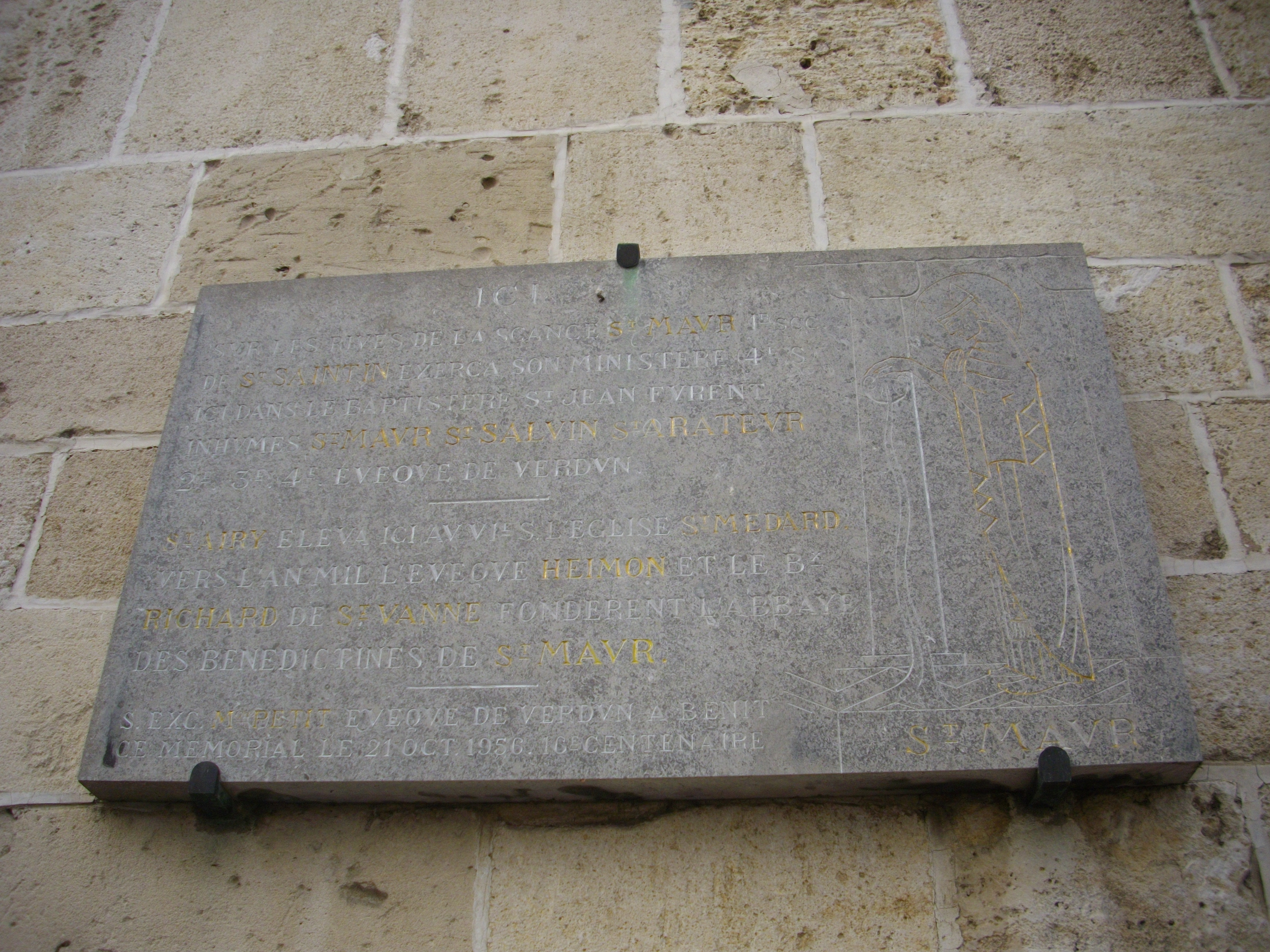
Plaque commémorative située à l'emplacement de l'abbaye.

Lors de la Première Guerre mondiale, la tour sert de poste d'observation et de télégraphie sans fil.
La tour Saint-Vanne est classée aux monuments historiques le 15 juin 1920.
En 2009, l'armée cède le terrain de la citadelle à la ville de Verdun, après plusieurs centaines d'années d'occupation militaire. Dès l'année suivante, un conseil scientifique est créé pour mener une étude historique du site. En 2012, des premières fouilles archéologiques sont menées sur le site de l'ancienne abbaye de Saint-Vanne. Le projet archéologique est un chantier-école impliquant des étudiants de l'université de Lorraine et des chercheurs du CNRS et de l'INRAP, avec le soutien de la DRAC, de la MSH et du conseil départemental de la Meuse. Des éléments architecturaux ont été mis au jour ainsi que des sarcophages du VIe et VIIe siècles,.

## Architecture
La première église avec ses deux tours est construite au XIIe siècle dans le style roman. Une nef gothique est accolée aux deux tours aux XVe et XVIe siècles. L'édifice est une église-halle, avec les collatéraux de la même hauteur que la nef, permettant à de hautes fenêtres d'éclairer l'intérieur de l'édifice.
De cet édifice, il ne reste plus que la tour Nord ornée de chapiteaux. Il y a également des vestiges de l'ancien cloître du XIIIe siècle et le cellier des moines en sous-sol. La porte de l'ancienne abbaye a été préservée.

## Liste des ecclésiastiques

### Abbés
De 952 à 1508, quarante-cinq abbés se succèdent à la direction de l'abbaye Saint-Vanne. Le plus illustre est Richard de Saint-Vanne, qui fut abbé de 1004 à 1046.
| Période | Période | Identité                          |      | Période | Période                               | Identité |
| 952     | 972     | Humbert, abbé fondateur           | 1269 |         | Paul                                  |          |
| 972     | 977     | Adelmar                           |      |         | Jean                                  |          |
| 977     | 978     | Adélard                           |      |         | Thierry                               |          |
| 978     |         | Ermemicus                         |      | 1297    | Philippe d'Orne                       |          |
|         |         | Rothard                           | 1297 | 1303    | Hugues de Reims                       |          |
|         |         | Lambert                           | 1303 | 1305    | Baudot de Sailley                     |          |
|         | 1004    | Fingénius                         | 1305 | 1316    | Nicolas Maisel                        |          |
| 1004    | 1046    | Richard de Saint-Vanne            | 1316 | 1318    | Simon de Nancy                        |          |
| 1047    | 1060    | Valéran, comte de Breteuil        | 1318 | 1320    | Thiebaud Jauzaille ou de Bazeille     |          |
| 1060    | 1078    | Grimolde                          | 1320 | 1349    | Erard de Bazeille                     |          |
| 1078    | 1099    | Rodolphe                          | 1349 | 1353    | Raimond d'Achye                       |          |
| 1099    | 1140    | Laurent                           | 1353 | 1381    | Gérard de Vadenay                     |          |
| 1140    | 1142    | Segard                            | 1382 | 1382    | Jean du Tric                          |          |
| 1142    | 1178    | Conon                             | 1382 | 1391    | Henry de Passavant                    |          |
| 1178    | 1178    | Richerus, refuse la charge d'abbé | 1391 | 1417    | Renaud Paillardel                     |          |
| 1179    | 1179    | Alestan le jeune                  | 1417 | 1452    | Étienne Bourgeois                     |          |
| 1179    | 1183    | Alestan le vieux                  | 1452 | 1462    | Jean d'Arency                         |          |
| 1183    | 1187    | Thomas                            | 1462 | 1475    | Antoine de Serrierre, dit des Guerres |          |
| 1187    | 1197    | Hughes                            | 1475 | 1481    | Mathieu de Dammarie                   |          |
| 1197    | 1197    | Étienne                           | 1481 | 1484    | Gérard Varion                         |          |
| 1197    | 1237    | Louis                             | 1484 | 1503    | Louis de Seraucourt                   |          |
| 1237    | 1259    | Guillaume                         | 1503 | 1508    | Warin de Dommartin, évêque de Verdun  |          |
| 1259    | 1269    | Rodolphe                          |      |         |                                       |          |

Après le concordat de Bologne de 1516, le roi François Ier installe le régime de la commende en France. Les abbayes se retrouvent dirigées par des abbés commendataires.
| Période | Période | Identité                                                   |
| ------- | ------- | ---------------------------------------------------------- |
| 1508    | 1543    | Nicolas Goberti                                            |
| 1543    | 1548    | Nicolas de Lorraine, évêque de Verdun                      |
| 1548    | 1574    | Charles de Lorraine, archevêque de Reims et évêque de Metz |

À la fin du XVIe siècle, la mense de Saint-Vanne est unie à la mense épiscopale. Ainsi à partir de Nicolas Psaume, l'abbé de Saint-Vanne est l'évêque de Verdun.
| Période | Période | Identité                                    |
| ------- | ------- | ------------------------------------------- |
| 1574    | 1575    | Nicolas Psaume                              |
| 1575    | 1584    | Nicolas Bousmard                            |
| 1584    | 1587    | Charles de Lorraine-Vaudémont               |
| 1587    | 1593    | Nicolas Boucher                             |
| 1593    | 1610    | Éric de Lorraine                            |
| 1610    | 1622    | Charles de Lorraine                         |
| 1622    | 1661    | François de Lorraine                        |
| 1661    | 1679    | Armand de Monchy d'Hocquincourt             |
| 1679    | 1720    | Hippolyte de Béthune                        |
| 1723    | 1754    | Charles-François d'Hallencourt de Dromesnil |
| 1754    | 1769    | Aymar-Chrétien-François de Nicolaï          |
| 1769    | 1792    | Henri-Louis-René des Nos                    |

### Prieurs
En 1598, l'évêque Éric de Lorraine, qui est également l'abbé de Saint-Vanne, demande aux moines d'élire un prieur régulier,,.
| Période | Période | Identité               |      | Période | Période            | Identité |
| 1604    | 1610    | Didier de La Cour      | 1698 | 1704    | Pierre Ringo       |          |
| 1610    | 1611    | Hubert Rollet          | 1704 | 1705    | Bercaire Mariette  |          |
| 1611    | 1613    | Pierre Rozet           | 1705 | 1708    | Pierre Fontaine    |          |
| 1613    | 1619    | Didier de la Cour      | 1708 | 1709    | Jean Legeant       |          |
| 1619    | 1624    | Jean-Placide Collard   | 1709 | 1715    | Paul Jussy         |          |
| 1624    | 1627    | Jacques Pichard        | 1715 | 1718    | Joseph Palleot     |          |
| 1627    | 1631    | Pierre du Loir         | 1718 | 1723    | Paul Jussy         |          |
| 1632    | 1639    | Jean-Pierre Pothier    | 1723 | 1728    | Robert Villicy     |          |
| 1639    | 1641    | Jean-Placide Collard   | 1728 | 1729    | Paul Jussy         |          |
| 1641    | 1643    | Irénée Paradis         | 1730 | 1732    | Robert Villicy     |          |
| 1643    | 1647    | Jean-Placide Collard   | 1732 | 1738    | Pierre Perrin      |          |
| 1647    | 1652    | Laurent Majoret        | 1738 | 1743    | Michel Fouant      |          |
| 1652    | 1656    | Benoit Roland          | 1743 | 1744    | Atrmand Vincent    |          |
| 1656    | 1660    | Jean-Placide Collard   | 1744 | 1747    | Jean de Vige       |          |
| 1660    | 1663    | Bonaventure Cheverlier | 1747 | 1753    | Michel Fouant      |          |
| 1663    | 1664    | Arsène Matheli         | 1753 | 1756    | Jean de Vige       |          |
| 1664    | 1668    | Irénée Paradis         | 1756 | 1762    | Léon Malot         |          |
| 1668    | 1673    | Romain Arnoult         | 1762 | 1765    | Augustin Grosjean  |          |
| 1673    | 1679    | Romuald Abraham        | 1765 | 1769    | Bernard Marechal   |          |
| 1679    | 1683    | Pierre Ringo           | 1769 | 1774    | Nicolas Lelong     |          |
| 1683    | 1686    | Romain Arnoult         | 1774 | 1777    | Nicolas Conscience |          |
| 1686    | 1690    | Pierre Ringo           | 1777 | 1783    | Pierre Trioux      |          |
| 1690    | 1696    | Barthélémy Senocq      | 1783 | 1788    | Louis Prioux       |          |
| 1696    | 1698    | Jérome Pichon          | 1788 | 1792    | Ghislain Lefevbure |          |

## Propriétés, revenus

### Prieurés
- Prieuré de Flavigny-sur-Moselle, vers 1050, devient autonome en 1130[18]